# 曹中成
曹中成（？—？），山西省太原府太谷縣人，清朝政治人物、同進士出身。
光緒二十年（1894年），参加光緒甲午科殿試，登進士三甲169名。同年五月，授内阁中书。